# Пан+пані
«Пан+пані» — всеукраїнська еротична газета.

## Історія газети
«Пан+ пані» – перша українська еротична газета. Видавалася в місті Тернопіль з 1992 році.  Перший редактор Зиновій Фрис, саме він набрав перших кадрів та зорганізував роботу.
Володимир Легкий був людиною, в якого зародилася ідею. Саме він на початку 90-их очолив перше еротичне видання в Україні – «Пан+Пані». Він також і запропонував назву «Пан+пані». Це було десь весною 1991 року, декілька місяців до розвалу СРСР.
Газету випускали, як додаток до тижневника «Заповіт», бо за радянської системи, яка була сильна та безкомпромісна, це було не можливо, бо на той час газета не могла містити еротичного підтексту. Деякі партійно-радянські чиновники і дуже моральні читачі на оголені тіла так і казали: «Це — відверта порнографія! Заборонити! Закрити!».
Від 1994-го паралельно із традиційним накладом видавали Pani and Pan. Воно протрималося до 1996 року. А 1998-го припинили видавати і «Пан плюс Пані».

## Команда
Команда була невелика, складалася лише з найнеобхідніших кадрів, такі як редактори та журналісти, подекуди одна людина могла виконувати багато ролей та займати декілька посад. Але було багато позаштатних авторів в різних містах України. Як ділиться в одному інтерв’ю редактор Зиновій Фрис: «Все решта було на мені: рубрики, тексти, автори… ». Виданню дуже не вистачало кваліфікованих сексологів, психологів, медичних спеціалістів, яких дуже часто запрошують сьогоденні видання, цю роль на себе брали журналісти.
- Володимир Легкий – автор ідеї,
- Зиновій Фрис – перший редактор газети (1991—1993)[2],
- Володимир Андріїшин – головний редактор,
- Марія Зубарєва – головний редактор (1998),
- Олександр Гадомський – заступник головного редактора,
- Кіналь Олег Степанович – художній редактор, дизайнер,
- Олександр Гадомський (1996-?) – редактор,
- Вадим Дишкант – редактор,
- Тетяна Макогін – відповідальний секретар,
- Ростислав Туз – журналіст,
- Доната Пендзей – коректор,
- Алла Паламар – перекладачка,
- Сергій Шемета – дизайнер,
- Василь Штогрин – комп’ютерний верстальник.

## Наповнення журналу
Всі фотографії розміщенні на шпальтах провокаційного еротичногожурнали були не «нашими», як підкреслює редактор. Світлини з оголеними жіночими тілами були перфотографовані з іноземних журналів. Читачі інколи навіть писали редакції шоковоні листи про те, що впізнали в знімках своїх знайомих.
«На жаль, а може, на щастя, — ні. Звідки раптом взятися в СРСР таким авторам? За такі фото могли посадити! Ми десь придбали фотоальбом відомого у всьому світі фотохудожника Гельмута Ньютона. Його світлини і стали фотоілюстраційною основою видання: це відповідало суті «Пан+Пані», несло в собі високу естетику, виховувало в читача почуття прекрасного. Ми, можливо, не дуже думали тоді про виховну місію видання, але те, що свідомо намагалися уникати вульгарності, примітивізму — цілком однозначно».
Рубрики придумували самі журналісти, але попри ці вигадки читачі мали велике зацікавлення до випусків, неслися жваві обговорення та писали листи.
Зиновій Фрис ділиться спогадами: «Добре пам’ятаю, коли ми запровадили оголошення під рубриками «Він шукає її», «Він шукає його», «Вона шукає її». Це було щось революційне на той час!»
Також на  погляд людей 21 століття, журнал робив прогресивні кроки толерантності. В ньому були поділи рубрик: «Такі», «Не зовсім такі» і «Нетакі». У «Нетаких» публікували оголошення гомосексуалів.

## Роль журналу
Журнал «Пан+пані» став фурором у свій час, як і соціальним, так і попитовим. В Тернополі на початку 90-х років, як і в інших містах України був дефіцит товарів, величезні черги, люди борються з бідністю. В ті часи мало що видавалося, в кіосках можна було знайти лише громадсько-політичні видання. Люди потребували нової інформації, а тут одразу піднялися такі теми.Тижневник, який став кроком в сексуальнїй революції в Україні.

### Платформа знайомств
Журнал в ті часи виконував роль платформи для знайомств. Кожен використовував у різних цілях: для сексу, сімейних стосунків чи спілкування.  Ось такі повідомлення розміщалися на сторінках друкованого медіа «"Мазохіст познайомиться з жінкою садо-мазохісткою або садисткою для інтимних зустрічей". "Підготую дівчат розпочати ефективне статеве життя". "Студент-бессребреник, ищу женщину для духовного и интимного общения. Может быть я кому-то нужен?". "Вітаємо дорогу Лілію Іванівну з Днем ангела. Бажаємо людського щастя, здоров’я, успіхів"». Але часом ставалися непорозуміння через жартівників.

### Інформатинво-пізнавальна платформа
Окрім еротичного контенту журнал був джерелом знань про захворювання, які передаються статевим шляхом, методи контрацепції, використання засобів інтимної гігієну, про які в ті часи було обмаль відкритої інформації, адже вважалось чимось сороміцьким та те, що має залишатися прихованим.
Також, журна статав тим місцем, де як жінки, так  і чоловіки могли поділитися зі своїми сумнівами щодо свого тіла та процесів, які в ньому відбуваються. І все консультування на себе брали журналісти, журнали дуже не вистачало кваліфікованих сексологів, психологів, медичних спеціалістів, яких дуже часто запрошують сьогоденні видання. Не причина в тому, що редакція не мала на це коштів, просто на просто не було спеціалісті. Всю інформацію журналісти черпали з книжок.
Також, журнал говорив, що усталені речі можуть бачитися по іншому. На сторінках «Пан плюс Пані»  читачі вперше почули про Камасутру.  Дізналися, що отримувати задоволення від сексу — не гріх.
«Пан+пані» славится тим, що навчило українців займатися коханням. Але пан Андріїшин на це реагує скептично: «Вона просто озвучила теми, про які вголос не говорять». Все просто: вони почали заповнювати дуже важливий і потрібний сегмент суспільного вакууму.

### Платформа піару
На обкладинках Pani and Pan почали з’являтися українські зірки.

## Реакція публіки
«Пан+пані» викликали різну реакцію в публіки. Та левова частка захоплювалася журналом, розкуповували тиражі та писали листи. І головна причина не в тому, що журнал містив в собі «заборонений плід», такі як оголені зображення, а в більшій мірі інформацію, якої дуже бракувало. Адже журнал підіймав теми гігієни, захворювань, задоволення, види взаємодії між статтями.

Також було достатньо хейту та несприйняття. Володимер Андріїшин отримував такі звинувачення "Володю, ну, як ти можеш таке випускати?". Журналістам закидали, що вони руйнують цінності традиційної української сім’ї. Та пан Андріїшин миттю гасив претензії опонентів:
«Я казав: якщо вони "традиційні", значить, мусять бути десь зафіксовані. Наприклад, танці, пісні передаються з покоління в покоління. Покажіть мені, де зафіксовано те, що ви розумієте під "традиційними українськими сімейними цінностями"! Візьмімо українську класику. “Украдене щастя” Франка: зруйнована родина, перелюбство. "Кайдашева сім’я": суперкласика української "традиційної" сім’ї. Шевченкова "Катерина": оступилась дівчина, покохала москаля, завагітніла — її сім’я виганяє світ-заочі. У цьому сімейна цінність — вигнати дочку на погибель?!»
Факт дворічного редагування «Пан+Пані» пробували свого часу використати і як компромат проти Зиновія Фриса.

## Конкуренція та вихід з ринку
Попит на журнал був неймовірний, спершу розкуповували наклад у сто тисяч примірників, аяле згодом почали зявлятися конкуренти в цій темі— український "Лель", російський "Спид-Инфо", західний Playboy. «Пан+пані» намагалася втриматися на ринку, тому від 1994-го паралельно із традиційним накладом видавали Pani and Pan. Нове видання було кольоровим, його друкували на кращому папері. Спеціальний гімн для нього заспівав Віктор Павлік.
«Тут ми вже почали ставити авторські фотографії», — розповідає Володимир Андріїшин.
Pani and Pan протрималася до 1996 року. А 1998-го припинили видавати і "Пан плюс Пані"
Причин занепаду було кілька, пояснює пан Володимир: і конкуренти вибивали ґрунт, і самі журналісти вже перегоріли. Інтерес та азарт послабились. Тексти про секс перетворилися на конвеєр і стали такими ж буденними, як ті, котрі він писав колись у газеті "Комбайнобудівник" при Тернопільському комбайновому заводі.

## Про газету
З початку заснування виходила українською, а в 1994—1998 роках і російською мовами. Заснована ТзОВ «Тарнекс Арт», видавець ПП «БтВ».
У 1994—1996 паралельно з «Пан+пані» також почали випускати повноколірне видання «Pani and Pan».
Наклад — 100 тис. прим. (1992—1994, 1997—1998); найбільший — 290 тис. примірників (1995—1996).
У 2010-х роках подібну газету під назвою «Пан та пані» видавав ВІД «Діана плюс».